# Nicolaas Marinus Hugenholtz
Nicolaas Marinus Hugenholtz (né le 26 avril 1924), est un physicien néerlandais. Il est professeur de physique théorique à l'Université de Groningue entre 1960 et 1989.

## Biographie
Hugenholtz est né à Wormerveer. Il étudie la physique à l'Université de Leyde et obtient son diplôme en 1948. Hugenholtz étudie ensuite la physique théorique sous Hans Kramers. Il obtient son doctorat en physique à l'Université d'Utrecht en 1957 avec une thèse intitulée : « La théorie quantique des grands systèmes et son application à la structure de la matière nucléaire ».
Hugenholtz est élu membre de l'Académie royale néerlandaise des arts et des sciences en 1988.